# Manchester United F.C. w sezonie 2012/2013
Sezon 2012/13 był dla Manchesteru United 21. sezonem w Premier League i 38. sezonem z rzędu w najwyższej klasie rozgrywkowej w Anglii.
Rozpoczęcie sezonu przypadło na 20 sierpnia 2012 w Premier League. Tytuł mistrzowski zapewnili sobie 22 kwietnia 2013 po meczu z Aston Villa.
W Europie United walczyli w Lidze Mistrzów 17. sezon z rzędu. Odpadli z rywalizacji w 1/8 finału w dwumeczu z Realem Madryt w kontrowersyjnych okolicznościach.
Oprócz tego rywalizowali w dwóch krajowych pucharach, w Pucharze Anglii: przegrana z Chelsea w szóstej rundzie i Pucharze Ligi: przegrana również z Chelsea w piątej rundzie po dogrywce.
8 maja 2013 roku manager United, sir Alex Ferguson, zapowiedział, że po 27 latach spędzonych na Old Trafford odchodzi na emeryturę po sezonie. Dzień później klub ogłosił, że od 1 lipca managerem będzie David Moyes wcześniej pracujący w Evertonie.

## Mecze

### Przedsezonowe i towarzyskie
| Szczegóły meczu                                     | Wynik                                                      | Wynik                | Wynik                                                       | Skład |
| --------------------------------------------------- | ---------------------------------------------------------- | -------------------- | ----------------------------------------------------------- | --- |
| 18 lipca 2012, 20:00 Moses Mabhida Stadium          | AmaZulu FC                                                 | 0 - 1                | Manchester United                                           | Lindegaard, Veseli (46' Vermijl), Wootton, Ferdinand, Brady, Macheda (58' Anderson), Carrick, Scholes (71' Tunnicliffe), Lingard (71' Petrucci), Berbatov, Hernández (89' Kagawa)                           |
| 18 lipca 2012, 20:00 Moses Mabhida Stadium          |                                                            | Federico Macheda 20' |                                                             | Lindegaard, Veseli (46' Vermijl), Wootton, Ferdinand, Brady, Macheda (58' Anderson), Carrick, Scholes (71' Tunnicliffe), Lingard (71' Petrucci), Berbatov, Hernández (89' Kagawa)                           |
| 21 lipca 2012, 15:00 Cape Town Stadium              | Ajax Kapsztad                                              | 1 - 1                | Manchester United                                           | Amos, Vermijl, Wootton, Ferdinand, Blackett, Anderson (68' Lingard), Carrick, Scholes (68' Powell), Valencia (68' Tunnicliffe), Kagawa (77' Berbatov), Hernández (68' Bébé)                                 |
| 21 lipca 2012, 15:00 Cape Town Stadium              | 87' Alcardo van Graan                                      |                      | Bébé 90'                                                    | Amos, Vermijl, Wootton, Ferdinand, Blackett, Anderson (68' Lingard), Carrick, Scholes (68' Powell), Valencia (68' Tunnicliffe), Kagawa (77' Berbatov), Hernández (68' Bébé)                                 |
| 25 lipca 2012, 14:00 Shanghai Stadium 42 725 widzów | Shanghai Shenhua                                           | 0 - 1                | Manchester United                                           | Lindegaard (46' Johnstone), Veseli (71' Vermijl), Ferdinand, Carrick, Brady, Anderson (71' Scholes), Powell (46' Tunnicliffe), Kagawa, Petrucci (46' Bébé), Valencia (71' Lingard), Macheda (61' Hernández) |
| 25 lipca 2012, 14:00 Shanghai Stadium 42 725 widzów |                                                            | Shinji Kagawa 68'    |                                                             | Lindegaard (46' Johnstone), Veseli (71' Vermijl), Ferdinand, Carrick, Brady, Anderson (71' Scholes), Powell (46' Tunnicliffe), Kagawa, Petrucci (46' Bébé), Valencia (71' Lingard), Macheda (61' Hernández) |
| 05 sierpnia 2012, 16:00 Ullevaal Stadion            | Vålerenga Fotball                                          | 0 - 0                | Manchester United                                           | Lindegaard, Valencia, Ferdinand, Vidić (61' Anderson), Keane, Nani, Carrick, Scholes (61' Powell), Young (76' Lingard), Welbeck (61' Kagawa), Rooney (76' Hernández)                                        |
| 05 sierpnia 2012, 16:00 Ullevaal Stadion            |                                                            |                      |                                                             | Lindegaard, Valencia, Ferdinand, Vidić (61' Anderson), Keane, Nani, Carrick, Scholes (61' Powell), Young (76' Lingard), Welbeck (61' Kagawa), Rooney (76' Hernández)                                        |
| 08 sierpnia 2012, 20:00 Ullevi 47 141 widzów        | FC Barcelona                                               | 0 - 0 (2-0 po r.k.)  | Manchester United                                           | De Gea, Valencia, Ferdinand (83' Wootton), Vidić (46' Carrick), Evra, Nani, Anderson (78' Powell), Scholes, Young, Rooney (46' Kagawa), Welbeck (66' Berbatov)                                              |
| 08 sierpnia 2012, 20:00 Ullevi 47 141 widzów        |                                                            |                      |                                                             | De Gea, Valencia, Ferdinand (83' Wootton), Vidić (46' Carrick), Evra, Nani, Anderson (78' Powell), Scholes, Young, Rooney (46' Kagawa), Welbeck (66' Berbatov)                                              |
| 11 sierpnia 2012, 20:20 AWD-Arena 35 800 widzów     | Hannover 96                                                | 3 - 4                | Manchester United                                           | Lindegaard (46' De Gea), Keane, Vidić (73' Valencia), Carrick, Evra, Nani, Cleverley, Kagawa, Young (46' Giggs), Rooney, Hernández (73' Anderson)                                                           |
| 11 sierpnia 2012, 20:20 AWD-Arena 35 800 widzów     | 26' Artur Sobiech 48' Karim Haggui 65' Mohammed Abdellaoue |                      | Javier Hernández 31' Wayne Rooney 69' 82' Shinji Kagawa 84' | Lindegaard (46' De Gea), Keane, Vidić (73' Valencia), Carrick, Evra, Nani, Cleverley, Kagawa, Young (46' Giggs), Rooney, Hernández (73' Anderson)                                                           |

### Premier League
| Szczegóły meczu                                           | Wynik                                                                                        | Wynik                                                                               | Wynik                                                                                                   | Skład |
| --------------------------------------------------------- | -------------------------------------------------------------------------------------------- | ----------------------------------------------------------------------------------- | --- | --- |
| 20 sierpnia 2012, 21:00 Goodison Park 38 415 widzów       | Everton                                                                                      | 1 - 0                                                                               | Manchester United                                                                                       | De Gea, Valencia, Carrick, Vidić, Evra, Scholes, Cleverley (85' Anderson), Nani (78' Young), Kagawa, Rooney, Welbeck (68' Van Persie)              |
| 20 sierpnia 2012, 21:00 Goodison Park 38 415 widzów       | 57' Marouane Fellaini                                                                        |                                                                                     | | De Gea, Valencia, Carrick, Vidić, Evra, Scholes, Cleverley (85' Anderson), Nani (78' Young), Kagawa, Rooney, Welbeck (68' Van Persie)              |
| 25 sierpnia 2012, 16:00 Old Trafford 75 352 widzów        | Manchester United                                                                            | 3 - 2                                                                               | Fulham                                                                                                  | De Gea, Rafael, Carrick, Vidić, Evra, Cleverley, Anderson (81' Giggs), Valencia, Kagawa (68' Rooney), Young (68' Welbeck), Van Persie              |
| 25 sierpnia 2012, 16:00 Old Trafford 75 352 widzów        | 10' Robin van Persie 35' Shinji Kagawa 41' Rafael da Silva                                   |                                                                                     | Damien Duff 3' Nemanja Vidić 64' (sam.)                                                                 | De Gea, Rafael, Carrick, Vidić, Evra, Cleverley, Anderson (81' Giggs), Valencia, Kagawa (68' Rooney), Young (68' Welbeck), Van Persie              |
| 02 września 2012, 17:00 St Mary’s Stadium 39 609 widzów   | Southampton                                                                                  | 2 - 3                                                                               | Manchester United                                                                                       | Lindegaard, Rafael, Ferdinand, Vidić, Evra, Carrick, Cleverley (61' Scholes), Valencia, Kagawa (61' Nani), Welbeck (71' Hernández), Van Persie     |
| 02 września 2012, 17:00 St Mary’s Stadium 39 609 widzów   | 16' Rickie Lambert 55' Morgan Schneiderlin                                                   |                                                                                     | Robin van Persie 23' Robin van Persie 87' Robin van Persie 90'                                          | Lindegaard, Rafael, Ferdinand, Vidić, Evra, Carrick, Cleverley (61' Scholes), Valencia, Kagawa (61' Nani), Welbeck (71' Hernández), Van Persie     |
| 15 września 2012, 16:00 Old Trafford 75 142 widzów        | Manchester United                                                                            | 4 - 0                                                                               | Wigan Athletic                                                                                          | Lindegaard, Rafael, Ferdinand, Vidić (77' Evans), Büttner, Nani, Carrick, Scholes (71' Van Persie), Giggs (71' Powell), Welbeck, Hernández         |
| 15 września 2012, 16:00 Old Trafford 75 142 widzów        | 50' Paul Scholes 62' Javier Hernández 65' Alexander Büttner 81' Nick Powell                  |                                                                                     | | Lindegaard, Rafael, Ferdinand, Vidić (77' Evans), Büttner, Nani, Carrick, Scholes (71' Van Persie), Giggs (71' Powell), Welbeck, Hernández         |
| 23 września 2012, 14:30 Anfield 44 263 widzów             | Liverpool                                                                                    | 1 - 2                                                                               | Manchester United                                                                                       | Lindegaard, Rafael (89' Welbeck), Ferdinand, Evans, Evra, Carrick, Giggs, Valencia, Kagawa (82' Hernández), Nani (46' Scholes), Van Persie         |
| 23 września 2012, 14:30 Anfield 44 263 widzów             | 46' Steven Gerrard                                                                           |                                                                                     | Rafael da Silva 51' Van Persie 81'(r.k.)                                                                | Lindegaard, Rafael (89' Welbeck), Ferdinand, Evans, Evra, Carrick, Giggs, Valencia, Kagawa (82' Hernández), Nani (46' Scholes), Van Persie         |
| 29 września 2012, 18:30 Old Trafford 75 566 widzów        | Manchester United                                                                            | 2 - 3                                                                               | Tottenham Hotspur                                                                                       | Lindegaard, Rafael, Ferdinand (91' Hernández), Evans, Evra, Scholes, Carrick, Nani, Kagawa (79' Welbeck), Giggs (46' Rooney), Van Persie           |
| 29 września 2012, 18:30 Old Trafford 75 566 widzów        | 51' Nani 54' Shinji Kagawa                                                                   |                                                                                     | Jan Vertonghen 3' Gareth Bale 32' Clint Dempsey 52'                                                     | Lindegaard, Rafael, Ferdinand (91' Hernández), Evans, Evra, Scholes, Carrick, Nani, Kagawa (79' Welbeck), Giggs (46' Rooney), Van Persie           |
| 07 października 2012, 17:00 St James’ Park 52 203 widzów  | Newcastle United                                                                             | 0 - 3                                                                               | Manchester United                                                                                       | De Gea, Rafael, Ferdinand, Evans, Evra, Carrick, Cleverley, Kagawa (55' Valencia), Rooney (80' Scholes), Van Persie (87' Giggs), Welbeck           |
| 07 października 2012, 17:00 St James’ Park 52 203 widzów  |                                                                                              | Jonny Evans 7' Patrice Evra 15' Tom Cleverley 71'                                   | | De Gea, Rafael, Ferdinand, Evans, Evra, Carrick, Cleverley, Kagawa (55' Valencia), Rooney (80' Scholes), Van Persie (87' Giggs), Welbeck           |
| 20 października 2012, 16:00 Old Trafford 75 585 widzów    | Manchester United                                                                            | 4 - 2                                                                               | Stoke                                                                                                   | De Gea, Rafael, Ferdinand, Evans, Evra, Carrick, Scholes (70' Anderson), Valencia (74' Nani), Rooney, Welbeck (78' Hernández), Van Persie          |
| 20 października 2012, 16:00 Old Trafford 75 585 widzów    | 28' Wayne Rooney 44' Robin van Persie 46' Danny Welbeck 65' Wayne Rooney                     |                                                                                     | Wayne Rooney 11'(sam.) Michael Kightly 59'                                                              | De Gea, Rafael, Ferdinand, Evans, Evra, Carrick, Scholes (70' Anderson), Valencia (74' Nani), Rooney, Welbeck (78' Hernández), Van Persie          |
| 28 października 2012, 17:00 Stamford Bridge 41 644 widzów | Chelsea                                                                                      | 2 - 3                                                                               | Manchester United                                                                                       | De Gea, Rafael, Ferdinand, Evans, Evra, Cleverley (65' Hernández), Carrick, Valencia, Young, Rooney (74' Giggs), Van Persie                        |
| 28 października 2012, 17:00 Stamford Bridge 41 644 widzów | 44' Juan Mata 53' Ramires                                                                    |                                                                                     | David Luiz 4'(sam.) Robin van Persie 12' Javier Hernández 75'                                           | De Gea, Rafael, Ferdinand, Evans, Evra, Cleverley (65' Hernández), Carrick, Valencia, Young, Rooney (74' Giggs), Van Persie                        |
| 03 listopada 2012, 13:45 Old Trafford 75 492 widzów       | Manchester United                                                                            | 2 - 1                                                                               | Arsenal                                                                                                 | De Gea, Rafael, Ferdinand, Evans, Evra, Valencia (82' Nani), Carrick, Cleverley (61' Anderson), Young, Rooney, Van Persie                          |
| 03 listopada 2012, 13:45 Old Trafford 75 492 widzów       | 3' Robin van Persie 67' Patrice Evra                                                         |                                                                                     | Santi Cazorla 90+3'                                                                                     | De Gea, Rafael, Ferdinand, Evans, Evra, Valencia (82' Nani), Carrick, Cleverley (61' Anderson), Young, Rooney, Van Persie                          |
| 10 listopada 2012, 18:30 Villa Park 40 538 widzów         | Aston Villa                                                                                  | 2 - 3                                                                               | Manchester United                                                                                       | De Gea, Rafael, Ferdinand, Smalling, Evra, Valencia, Carrick, Scholes (71' Cleverley), Young (46' Hernández), Rooney (79' Anderson), Van Persie    |
| 10 listopada 2012, 18:30 Villa Park 40 538 widzów         | 45' Andreas Weimann 50' Andreas Weimann                                                      |                                                                                     | Javier Hernández 58' Ron Vlaar 63'(sam.) Javier Hernández 87'                                           | De Gea, Rafael, Ferdinand, Smalling, Evra, Valencia, Carrick, Scholes (71' Cleverley), Young (46' Hernández), Rooney (79' Anderson), Van Persie    |
| 17 listopada 2012, 18:30 Carrow Road                      | Norwich City                                                                                 | 1 - 0                                                                               | Manchester United                                                                                       | Lindegaard, Rafael, Smalling, Ferdinand (83' Anderson), Evra, Valencia (69' Scholes), Carrick, Giggs, Young, Van Persie, Hernández (69' Welbeck)   |
| 17 listopada 2012, 18:30 Carrow Road                      | 60' Anthony Pilkington                                                                       |                                                                                     | | Lindegaard, Rafael, Smalling, Ferdinand (83' Anderson), Evra, Valencia (69' Scholes), Carrick, Giggs, Young, Van Persie, Hernández (69' Welbeck)   |
| 23 listopada 2012, 16:00 Old Trafford 75 603 widzów       | Manchester United                                                                            | 3 - 1                                                                               | Queens Park Rangers                                                                                     | Lindegaard, Rafael, Ferdinand, Evans, Evra, Fletcher, Scholes (59' Anderson), Young (59' Hernández), Rooney, Welbeck (79' Powell), Van Persie      |
| 23 listopada 2012, 16:00 Old Trafford 75 603 widzów       | 64' Jonny Evans 68' Darren Fletcher 71' Javier Hernández                                     |                                                                                     | Jamie Mackie 53'                                                                                        | Lindegaard, Rafael, Ferdinand, Evans, Evra, Fletcher, Scholes (59' Anderson), Young (59' Hernández), Rooney, Welbeck (79' Powell), Van Persie      |
| 28 listopada 2012, 21:00 Old Trafford 75 572 widzów       | Manchester United                                                                            | 1 - 0                                                                               | West Ham United                                                                                         | Lindegaard, Rafael, Smalling, Evans, Evra, Anderson (84' Jones), Carrick, Cleverley (66' Young), Rooney (78' Welbeck, Hernández, Van Persie        |
| 28 listopada 2012, 21:00 Old Trafford 75 572 widzów       | 1' Robin van Persie                                                                          |                                                                                     | | Lindegaard, Rafael, Smalling, Evans, Evra, Anderson (84' Jones), Carrick, Cleverley (66' Young), Rooney (78' Welbeck, Hernández, Van Persie        |
| 01 grudnia 2012, 18:30 Madejski Stadium 24 095 widzów     | Reading                                                                                      | 3 - 4                                                                               | Manchester United                                                                                       | Lindegaard, Rafael (31' Smalling), Ferdinand, Evans, Evra, Carrick, Fletcher, Anderson (45' Jones), Young, Rooney, Van Persie                      |
| 01 grudnia 2012, 18:30 Madejski Stadium 24 095 widzów     | 8' Hal Robson-Kanu 19' Adam le Fondre 23' Sean Morrison                                      |                                                                                     | Anderson 13' Wayne Rooney 16' Wayne Rooney 30'(r.k.) Robin van Persie 34'                               | Lindegaard, Rafael (31' Smalling), Ferdinand, Evans, Evra, Carrick, Fletcher, Anderson (45' Jones), Young, Rooney, Van Persie                      |
| 09 grudnia 2012, 14:30 Etihad Stadium 47 166 widzów       | Manchester City                                                                              | 2 - 3                                                                               | Manchester United                                                                                       | De Gea, Rafael, Ferdinand, Evans (49' Smalling), Evra, Valencia (85' Jones), Cleverley (88' Welbeck), Carrick, Young, Rooney, Van Persie           |
| 09 grudnia 2012, 14:30 Etihad Stadium 47 166 widzów       | 60' Yaya Touré 86' Pablo Zabaleta                                                            |                                                                                     | Wayne Rooney 16' Wayne Rooney 29' Robin van Persie 90+2'                                                | De Gea, Rafael, Ferdinand, Evans (49' Smalling), Evra, Valencia (85' Jones), Cleverley (88' Welbeck), Carrick, Young, Rooney, Van Persie           |
| 15 grudnia 2012, 16:00 Old Trafford 75 582 widzów         | Manchester United                                                                            | 3 - 1                                                                               | Sunderland                                                                                              | De Gea, Jones, Ferdinand (68' Vidić), Smalling, Evra, Valencia, Carrick (46' Scholes), Cleverley (73' Giggs), Young, Rooney, Van Persie            |
| 15 grudnia 2012, 16:00 Old Trafford 75 582 widzów         | 16' Robin van Persie 19' Tom Cleverley 59' Wayne Rooney                                      |                                                                                     | Fraizer Campbell 72'                                                                                    | De Gea, Jones, Ferdinand (68' Vidić), Smalling, Evra, Valencia, Carrick (46' Scholes), Cleverley (73' Giggs), Young, Rooney, Van Persie            |
| 23 grudnia 2012, 14:30 Liberty Stadium 20 650 widzów      | Swansea City                                                                                 | 1 - 1                                                                               | Manchester United                                                                                       | De Gea, Jones, Evans, Vidić, Evra, Valencia (62' Hernández), Carrick, Cleverley (86' Scholes), Young, Rooney (79' Giggs), Van Persie               |
| 23 grudnia 2012, 14:30 Liberty Stadium 20 650 widzów      | 29' Michu                                                                                    |                                                                                     | Patrice Evra 16'                                                                                        | De Gea, Jones, Evans, Vidić, Evra, Valencia (62' Hernández), Carrick, Cleverley (86' Scholes), Young, Rooney (79' Giggs), Van Persie               |
| 26 grudnia 2012, 16:00 Old Trafford 75 596 widzów         | Manchester United                                                                            | 4 - 3                                                                               | Newcastle United                                                                                        | De Gea, Smalling, Ferdinand, Evans, Evra, Valencia, Carrick, Scholes (69' Cleverley), Giggs, Hernández (90' Fletcher), Van Persie                  |
| 26 grudnia 2012, 16:00 Old Trafford 75 596 widzów         | 25' Jonny Evans 58' Patrice Evra 71' Robin van Persie 90+2' Javier Hernández                 |                                                                                     | James Perch 5' Jonny Evans 29'(sam.) Papiss Cissé 68'                                                   | De Gea, Smalling, Ferdinand, Evans, Evra, Valencia, Carrick, Scholes (69' Cleverley), Giggs, Hernández (90' Fletcher), Van Persie                  |
| 29 grudnia 2012, 16:00 Old Trafford 75 595 widzów         | Manchester United                                                                            | 2 - 0                                                                               | West Bromwich Albion                                                                                    | De Gea, Smalling, Evans, Ferdinand, Evra, Valencia, Carrick, Cleverley (83' Scholes), Young, Kagawa (66' Van Persie), Danny Welbeck                |
| 29 grudnia 2012, 16:00 Old Trafford 75 595 widzów         | 9'(sam.) Gareth McAuley 90' Robin van Persie                                                 |                                                                                     | | De Gea, Smalling, Evans, Ferdinand, Evra, Valencia, Carrick, Cleverley (83' Scholes), Young, Kagawa (66' Van Persie), Danny Welbeck                |
| 01 stycznia 2013, 16:00 DW Stadium 20 342 widzów          | Wigan Athletic                                                                               | 0 - 4                                                                               | Manchester United                                                                                       | De Gea, Rafael, Ferdinand (69' Smalling), Evans, Evra, Young (78' Welbeck), Carrick (69' Kagawa), Cleverley, Giggs, Van Persie, Hernández          |
| 01 stycznia 2013, 16:00 DW Stadium 20 342 widzów          |                                                                                              | Javier Hernández 36' Robin van Persie 43' Javier Hernández 64' Robin van Persie 88' | | De Gea, Rafael, Ferdinand (69' Smalling), Evans, Evra, Young (78' Welbeck), Carrick (69' Kagawa), Cleverley, Giggs, Van Persie, Hernández          |
| 13 stycznia 2013, 14:30 Old Trafford 75 501 widzów        | Manchester United                                                                            | 2 - 1                                                                               | Liverpool                                                                                               | De Gea, Rafael, Ferdinand, Vidić (79' Smalling), Evra, Young (46' Valencia), Carrick, Cleverley, Kagawa (77' Jones), Welbeck, Van Persie           |
| 13 stycznia 2013, 14:30 Old Trafford 75 501 widzów        | 19' Robin van Persie 54' Nemanja Vidić                                                       |                                                                                     | Daniel Sturridge 58'                                                                                    | De Gea, Rafael, Ferdinand, Vidić (79' Smalling), Evra, Young (46' Valencia), Carrick, Cleverley, Kagawa (77' Jones), Welbeck, Van Persie           |
| 20 stycznia 2013, 17:00 White Hart Lane 35 596 widzów     | Tottenham Hotspur                                                                            | 1 - 1                                                                               | Manchester United                                                                                       | De Gea, Rafael, Ferdinand, Vidić, Evra, Cleverley (74' Valencia), Carrick, Jones, Kagawa (62' Rooney), Welbeck, Van Persie                         |
| 20 stycznia 2013, 17:00 White Hart Lane 35 596 widzów     | 90+2' Clint Dempsey                                                                          |                                                                                     | Robin van Persie 25'                                                                                    | De Gea, Rafael, Ferdinand, Vidić, Evra, Cleverley (74' Valencia), Carrick, Jones, Kagawa (62' Rooney), Welbeck, Van Persie                         |
| 30 stycznia 2013, 21:00 Old Trafford 75 600 widzów        | Manchester United                                                                            | 2 - 1                                                                               | Southampton                                                                                             | De Gea, Jones, Smalling (63' Ferdinand), Vidić, Evra, Carrick, Anderson (68' Rafael), Kagawa (72' Nani), Welbeck, Rooney, Van Persie               |
| 30 stycznia 2013, 21:00 Old Trafford 75 600 widzów        | 8' Wayne Rooney 27' Wayne Rooney                                                             |                                                                                     | Jay Rodriguez 3'                                                                                        | De Gea, Jones, Smalling (63' Ferdinand), Vidić, Evra, Carrick, Anderson (68' Rafael), Kagawa (72' Nani), Welbeck, Rooney, Van Persie               |
| 2 lutego 2013, 18:30 Craven Cottage 25 670 widzów         | Fulham                                                                                       | 0 - 1                                                                               | Manchester United                                                                                       | De Gea, Rafael, Ferdinand, Evans, Evra, Valencia (66' Hernández), Carrick, Cleverley (75' Giggs), Nani (84' Welbeck), Rooney, Van Persie           |
| 2 lutego 2013, 18:30 Craven Cottage 25 670 widzów         |                                                                                              | Wayne Rooney 78'                                                                    | | De Gea, Rafael, Ferdinand, Evans, Evra, Valencia (66' Hernández), Carrick, Cleverley (75' Giggs), Nani (84' Welbeck), Rooney, Van Persie           |
| 10 lutego 2013, 17:00 Old Trafford 75 525 widzów          | Manchester United                                                                            | 2 - 0                                                                               | Everton                                                                                                 | De Gea, Rafael, Evans (81' Smalling), Vidić, Evra, Valencia, Jones (56' Carrick), Cleverley, Giggs, Rooney, Van Persie                             |
| 10 lutego 2013, 17:00 Old Trafford 75 525 widzów          | 13' Ryan Giggs 45' Robin van Persie                                                          | zdjęcia                                                                             | | De Gea, Rafael, Evans (81' Smalling), Vidić, Evra, Valencia, Jones (56' Carrick), Cleverley, Giggs, Rooney, Van Persie                             |
| 23 lutego 2013, 16:00 Loftus Road 18 337 widzów           | Queens Park Rangers                                                                          | 0 - 2                                                                               | Manchester United                                                                                       | De Gea, Rafael, Ferdinand, Vidić, Evra, Nani, Carrick, Giggs, Young (68' Valencia), Hernández (61' Rooney), Van Persie (41' Welbeck)               |
| 23 lutego 2013, 16:00 Loftus Road 18 337 widzów           |                                                                                              | Rafael 23' Ryan Giggs 80'                                                           | | De Gea, Rafael, Ferdinand, Vidić, Evra, Nani, Carrick, Giggs, Young (68' Valencia), Hernández (61' Rooney), Van Persie (41' Welbeck)               |
| 02 marca 2013, 16:00 Old Trafford 75 586 widzów           | Manchester United                                                                            | 4 - 0                                                                               | Norwich City                                                                                            | De Gea, Smalling, Vidić, Evans, Evra, Valencia, Carrick, Anderson (74' Cleverley), Kagawa, Rooney, Van Persie (66' Welbeck)                        |
| 02 marca 2013, 16:00 Old Trafford 75 586 widzów           | 45+1' Shinji Kagawa 76' Shinji Kagawa 87' Shinji Kagawa 90' Wayne Rooney                     |                                                                                     | | De Gea, Smalling, Vidić, Evans, Evra, Valencia, Carrick, Anderson (74' Cleverley), Kagawa, Rooney, Van Persie (66' Welbeck)                        |
| 16 marca 2013, 18:30 Old Trafford 75 605 widzów           | Manchester United                                                                            | 1 - 0                                                                               | Reading                                                                                                 | De Gea, Smalling, Ferdinand, Vidić, Büttner, Welbeck, Giggs, Anderson (85' Kagawa), Young (74' Carrick), Rooney, Van Persie                        |
| 16 marca 2013, 18:30 Old Trafford 75 605 widzów           | 21' Wayne Rooney                                                                             |                                                                                     | | De Gea, Smalling, Ferdinand, Vidić, Büttner, Welbeck, Giggs, Anderson (85' Kagawa), Young (74' Carrick), Rooney, Van Persie                        |
| 30 marca 2013, 13:45 Stadium of Light 43 760 widzów       | Sunderland                                                                                   | 0 - 1                                                                               | Manchester United                                                                                       | De Gea, Rafael (33' Evans), Smalling, Vidić, Büttner, Valencia, Anderson (84' Cleverley), Carrick, Young, Kagawa (79' Welbeck), Van Persie         |
| 30 marca 2013, 13:45 Stadium of Light 43 760 widzów       |                                                                                              | Titus Bramble 27'(sam.)                                                             | | De Gea, Rafael (33' Evans), Smalling, Vidić, Büttner, Valencia, Anderson (84' Cleverley), Carrick, Young, Kagawa (79' Welbeck), Van Persie         |
| 08 kwietnia 2013, 21:00 Old Trafford 75 498 widzów        | Manchester United                                                                            | 1 - 2                                                                               | Manchester City                                                                                         | De Gea, Rafael, Ferdinand, Jones, Evra, Young (90' Kagawa), Carrick, Giggs, Welbeck (80' Valencia), Rooney (85' Hernández), Van Persie             |
| 08 kwietnia 2013, 21:00 Old Trafford 75 498 widzów        | 59'(sam.) Vincent Kompany                                                                    |                                                                                     | James Milner 51' Sergio Agüero 78'                                                                      | De Gea, Rafael, Ferdinand, Jones, Evra, Young (90' Kagawa), Carrick, Giggs, Welbeck (80' Valencia), Rooney (85' Hernández), Van Persie             |
| 14 kwietnia 2013, 15:05 Britannia Stadium 27 191 widzów   | Stoke City                                                                                   | 0 - 2                                                                               | Manchester United                                                                                       | De Gea, Jones, Ferdinand, Vidić, Evra, Valencia, Carrick, Rooney, Kagawa, Van Persie, Hernández (78' Welbeck)                                      |
| 14 kwietnia 2013, 15:05 Britannia Stadium 27 191 widzów   |                                                                                              | Michael Carrick 4' Robin van Persie 67'(r.k.)                                       | | De Gea, Jones, Ferdinand, Vidić, Evra, Valencia, Carrick, Rooney, Kagawa, Van Persie, Hernández (78' Welbeck)                                      |
| 17 kwietnia 2013, 20:45 Upton Park 34 692 widzów          | West Ham United                                                                              | 2 - 2                                                                               | Manchester United                                                                                       | De Gea, Rafael, Ferdinand, Vidić, Evra, Valencia, Jones, Carrick, Kagawa (78' Hernández), Rooney (71' Giggs), Van Persie                           |
| 17 kwietnia 2013, 20:45 Upton Park 34 692 widzów          | 17' Ricardo Vaz Tê 55' Mohamed Diamé                                                         |                                                                                     | Antonio Valencia 31' Robin van Persie 77'                                                               | De Gea, Rafael, Ferdinand, Vidić, Evra, Valencia, Jones, Carrick, Kagawa (78' Hernández), Rooney (71' Giggs), Van Persie                           |
| 22 kwietnia 2013, 21:00 Old Trafford 75 591 widzów        | Manchester United                                                                            | 3 - 0                                                                               | Aston Villa                                                                                             | De Gea, Rafael, Jones, Evans, Evra, Valencia, Carrick, Giggs, Kagawa, Rooney (72' Welbeck), Van Persie                                             |
| 22 kwietnia 2013, 21:00 Old Trafford 75 591 widzów        | 2' Robin van Persie 13' Robin van Persie 33' Robin van Persie                                |                                                                                     | | De Gea, Rafael, Jones, Evans, Evra, Valencia, Carrick, Giggs, Kagawa, Rooney (72' Welbeck), Van Persie                                             |
| 28 kwietnia 2013, 17:00 Emirates Stadium 60 112 widzów    | Arsenal                                                                                      | 1 - 1                                                                               | Manchester United                                                                                       | De Gea, Rafael (73' Anderson), Ferdinand, Evans, Evra, Valencia, Jones, Carrick, Nani (83' Giggs), Rooney (89' Hernández), Van Persie              |
| 28 kwietnia 2013, 17:00 Emirates Stadium 60 112 widzów    | 2' Theo Walcott                                                                              |                                                                                     | Robin van Persie 44'(r.k.)                                                                              | De Gea, Rafael (73' Anderson), Ferdinand, Evans, Evra, Valencia, Jones, Carrick, Nani (83' Giggs), Rooney (89' Hernández), Van Persie              |
| 05 maja 2013, 17:00 Old Trafford 75 500 widzów            | Manchester United                                                                            | 0 - 1                                                                               | Chelsea                                                                                                 | Lindegaard, Rafael, Evans, Vidić, Evra, Valencia, Jones, Anderson (68' Rooney), Cleverley (68' Büttner), Giggs, Van Persie                         |
| 05 maja 2013, 17:00 Old Trafford 75 500 widzów            |                                                                                              | Phil Jones 87'(sam.)                                                                | | Lindegaard, Rafael, Evans, Vidić, Evra, Valencia, Jones, Anderson (68' Rooney), Cleverley (68' Büttner), Giggs, Van Persie                         |
| 12 maja 2013, 17:00 Old Trafford 75 572 widzów            | Manchester United                                                                            | 2 - 1                                                                               | Swansea City                                                                                            | De Gea, Phil Jones, Ferdinand, Vidić, Evra, Welbeck (66' Valencia), Carrick, Scholes (66' Anderson), Kagawa, Van Persie, Hernández (75' Giggs)     |
| 12 maja 2013, 17:00 Old Trafford 75 572 widzów            | 39' Javier Hernández 88' Rio Ferdinand                                                       |                                                                                     | Michu 48'                                                                                               | De Gea, Phil Jones, Ferdinand, Vidić, Evra, Welbeck (66' Valencia), Carrick, Scholes (66' Anderson), Kagawa, Van Persie, Hernández (75' Giggs)     |
| 19 maja 2013, 17:00 The Hawthorns 26 438 widzów           | West Bromwich Albion                                                                         | 5 - 5                                                                               | Manchester United                                                                                       | Lindegaard, Valencia, Jones, Evans (83' Ferdinand), Büttner, Cleverley (60' Giggs), Carrick, Anderson, Kagawa (69' Scholes), Van Persie, Hernández |
| 19 maja 2013, 17:00 The Hawthorns 26 438 widzów           | 40' James Morrison 50' Romelu Lukaku 81' Romelu Lukaku 82' Youssuf Mulumbu 86' Romelu Lukaku |                                                                                     | Shinji Kagawa 7' Martin Olsson 9'(sam.) Alexander Büttner 30' Robin van Persie 53' Javier Hernández 63' | Lindegaard, Valencia, Jones, Evans (83' Ferdinand), Büttner, Cleverley (60' Giggs), Carrick, Anderson, Kagawa (69' Scholes), Van Persie, Hernández |

| Kolejka  | 1  | 2 | 3 | 4 | 5 | 6 | 7 | 8 | 9 | 10 | 11 | 12 | 13 | 14 | 15 | 16 | 17 | 18 | 19 | 20 | 21 | 22 | 23 | 24 | 25 | 26 | 27 | 28 | 29 | 30 | 31 | 32 | 33 | 34 | 35 | 36 | 37 | 38 |
| Rezultat | P  | W | W | W | W | P | W | W | W | W  | W  | P  | W  | W  | W  | W  | W  | R  | W  | W  | W  | W  | R  | W  | W  | W  | W  | W  | W  | W  | P  | W  | R  | W  | R  | P  | W  | R  |
| Miejsce  | 16 | 7 | 5 | 2 | 2 | 3 | 2 | 2 | 2 | 1  | 1  | 2  | 1  | 1  | 1  | 1  | 1  | 1  | 1  | 1  | 1  | 1  | 1  | 1  | 1  | 1  | 1  | 1  | 1  | 1  | 1  | 1  | 1  | 1  | 1  | 1  | 1  | 1  |

| Poz | Klub              | M  | W  | R | P | G+ | G- | +/- | Pkt |
| --- | ----------------- | -- | -- | - | - | -- | -- | --- | --- |
| 1   | Manchester United | 38 | 28 | 5 | 5 | 86 | 43 | +43 | 89  |
| 2   | Manchester City   | 38 | 23 | 9 | 6 | 66 | 34 | +32 | 78  |
| 3   | Chelsea           | 38 | 22 | 9 | 7 | 75 | 39 | +36 | 75  |

### Puchar Anglii
| Szczegóły meczu                                                          | Wynik                                                                         | Wynik   | Wynik                                    | Skład |
| ------------------------------------------------------------------------ | ----------------------------------------------------------------------------- | ------- | ---------------------------------------- | --- |
| 05 stycznia 2013, 18:15 Boleyn Ground 32 922 widzów, 3. runda            | West Ham United                                                               | 2 - 2   | Manchester United                        | De Gea, Smalling (78' Giggs), Evans, Vidić, Büttner, Rafael, Scholes (68' Valencia), Cleverley, Kagawa, Welbeck, Hernández (68' Van Persie) |
| 05 stycznia 2013, 18:15 Boleyn Ground 32 922 widzów, 3. runda            | 27' James Collins 59' James Collins                                           |         | Tom Cleverley 23' Robin van Persie 90+1' | De Gea, Smalling (78' Giggs), Evans, Vidić, Büttner, Rafael, Scholes (68' Valencia), Cleverley, Kagawa, Welbeck, Hernández (68' Van Persie) |
| 16 stycznia 2013, 21:05 Old Trafford 71 081 widzów, 3. runda-powtórka    | Manchester United                                                             | 1 - 0   | West Ham United                          | Lindegaard, Rafael, Jones, Smalling, Büttner, Valencia, Anderson (67' Carrick), Giggs, Nani (78' Scholes), Rooney, Hernández                |
| 16 stycznia 2013, 21:05 Old Trafford 71 081 widzów, 3. runda-powtórka    | 8' Wayne Rooney                                                               |         |                                          | Lindegaard, Rafael, Jones, Smalling, Büttner, Valencia, Anderson (67' Carrick), Giggs, Nani (78' Scholes), Rooney, Hernández                |
| 26 stycznia 2013, 18:30 Old Trafford 72 596 widzów, 4. runda             | Manchester United                                                             | 4 - 1   | Fulham                                   | De Gea, Rafael, Smalling, Jones, Evra, Anderson (71' Kagawa), Carrick (61' Scholes), Giggs (71' Valencia), Nani, Rooney, Hernández          |
| 26 stycznia 2013, 18:30 Old Trafford 72 596 widzów, 4. runda             | 3'(r.k.)Ryan Giggs 50' Wayne Rooney 52' Javier Hernández 66' Javier Hernández |         | Aaron Hughes 77'                         | De Gea, Rafael, Smalling, Jones, Evra, Anderson (71' Kagawa), Carrick (61' Scholes), Giggs (71' Valencia), Nani, Rooney, Hernández          |
| 18 lutego 2013, 21:00 Old Trafford 75 213 widzów, 5. runda               | Manchester United                                                             | 2 - 1   | Reading                                  | De Gea, Jones (42' Nani), Smalling, Vidić, Büttner, Valencia, Cleverley, Anderson (83' Carrick), Young (64' Van Persie), Welbeck, Hernández |
| 18 lutego 2013, 21:00 Old Trafford 75 213 widzów, 5. runda               | 70' Nani 72' Javier Hernández                                                 | zdjęcia | Jobi McAnuff 81'                         | De Gea, Jones (42' Nani), Smalling, Vidić, Büttner, Valencia, Cleverley, Anderson (83' Carrick), Young (64' Van Persie), Welbeck, Hernández |
| 10 marca 2013, 17:30 Old Trafford 75 196 widzów, 6. runda                | Manchester United                                                             | 2 - 2   | Chelsea                                  | De Gea, Rafael, Ferdinand, Evans, Evra, Nani (46' Valencia), Cleverley, Carrick, Kagawa (76' Welbeck), Rooney, Hernández (63' Van Persie)   |
| 10 marca 2013, 17:30 Old Trafford 75 196 widzów, 6. runda                | 5' Wayne Rooney 11' Wayne Rooney                                              |         | Eden Hazard 59' Ramires 68'              | De Gea, Rafael, Ferdinand, Evans, Evra, Nani (46' Valencia), Cleverley, Carrick, Kagawa (76' Welbeck), Rooney, Hernández (63' Van Persie)   |
| 01 kwietnia 2013, 13:30 Stamford Bridge 40 704 widzów, 6. runda-powtórka | Chelsea                                                                       | 1 - 0   | Manchester United                        | De Gea, Smalling, Jones, Ferdinand, Evra, Valencia, Cleverley (62' Van Persie), Carrick, Nani (65' Giggs), Welbeck (80' Young), Hernández   |
| 01 kwietnia 2013, 13:30 Stamford Bridge 40 704 widzów, 6. runda-powtórka | 49' Demba Ba                                                                  |         |                                          | De Gea, Smalling, Jones, Ferdinand, Evra, Valencia, Cleverley (62' Van Persie), Carrick, Nani (65' Giggs), Welbeck (80' Young), Hernández   |

### Puchar Ligi
| Szczegóły meczu                                                     | Wynik                                                                                          | Wynik             | Wynik                                                              | Skład |
| ------------------------------------------------------------------- | ---------------------------------------------------------------------------------------------- | ----------------- | ------------------------------------------------------------------ | --- |
| 26 września 2012, 20:45 Old Trafford 46 358 widzów, 3. runda        | Manchester United                                                                              | 2 - 1             | Newcastle United                                                   | De Gea, Vermijl (77' Tunnicliffe), Keane, Wootton, Büttner (86' Brady), Fletcher, Cleverley, Anderson, Welbeck, Rooney (77' Powell), Hernández |
| 26 września 2012, 20:45 Old Trafford 46 358 widzów, 3. runda        | 44' Anderson 58' Tom Cleverley                                                                 |                   | Papiss Cissé 62'                                                   | De Gea, Vermijl (77' Tunnicliffe), Keane, Wootton, Büttner (86' Brady), Fletcher, Cleverley, Anderson, Welbeck, Rooney (77' Powell), Hernández |
| 31 października 2012, 20:45 Stamford Bridge 41 126 widzów, 4. runda | Chelsea                                                                                        | 5 - 4 po dogrywce | Manchester United                                                  | Lindegaard, Rafael, Keane, Wootton, Büttner (46' Powell), Nani, Fletcher, Anderson (81' Tunnicliffe), Giggs, Hernández, Welbeck (97' Macheda)  |
| 31 października 2012, 20:45 Stamford Bridge 41 126 widzów, 4. runda | 31'(r.k.) David Luiz 52' Gary Cahill 90+3'(r.k.) Eden Hazard 97' Daniel Sturridge 116' Ramires |                   | Ryan Giggs 21' Javier Hernández 43' Nani 59' Ryan Giggs 119'(r.k.) | Lindegaard, Rafael, Keane, Wootton, Büttner (46' Powell), Nani, Fletcher, Anderson (81' Tunnicliffe), Giggs, Hernández, Welbeck (97' Macheda)  |

### Liga Mistrzów
| Szczegóły meczu                                                            | Wynik                                                     | Wynik            | Wynik                                                              | Skład |
| -------------------------------------------------------------------------- | --------------------------------------------------------- | ---------------- | ------------------------------------------------------------------ | --- |
| 19 września 2012, 20:45 Old Trafford 74 653 widzów                         | Manchester United                                         | 1 - 0            | Galatasaray SK                                                     | De Gea, Rafael, Evans, Vidić, Evra, Valencia, Carrick, Scholes (79' Fletcher), Nani, Kagawa (84' Welbeck), Van Persie (81' Hernández)       |
| 19 września 2012, 20:45 Old Trafford 74 653 widzów                         | 8' Michael Carrick                                        |                  |                                                                    | De Gea, Rafael, Evans, Vidić, Evra, Valencia, Carrick, Scholes (79' Fletcher), Nani, Kagawa (84' Welbeck), Van Persie (81' Hernández)       |
| 02 października 2012, 20:45 Stadion Dr. Constantin Rădulescu 24 000 widzów | CFR Cluj                                                  | 1 - 2            | Manchester United                                                  | De Gea, Rafael, Ferdinand, Evans (79' Wootton), Evra, Cleverley, Anderson, Fletcher, Rooney, Hernández (83' Welbeck), Van Persie            |
| 02 października 2012, 20:45 Stadion Dr. Constantin Rădulescu 24 000 widzów | 14' Pandelis Kapetanos                                    |                  | Robin van Persie 29' Robin van Persie 49'                          | De Gea, Rafael, Ferdinand, Evans (79' Wootton), Evra, Cleverley, Anderson, Fletcher, Rooney, Hernández (83' Welbeck), Van Persie            |
| 23 października 2012, 20:45 Old Trafford 73 195 widzów                     | Manchester United                                         | 3 - 2            | SC Braga                                                           | De Gea, Rafael, Michael Carrick, Evans, Büttner, Cleverley, Fletcher, Kagawa (46' Nani), Rooney, Hernández (79' Giggs), Van Persie          |
| 23 października 2012, 20:45 Old Trafford 73 195 widzów                     | 25' Javier Hernández 62' Jonny Evans 75' Javier Hernández |                  | Alan 2' Alan 20'                                                   | De Gea, Rafael, Michael Carrick, Evans, Büttner, Cleverley, Fletcher, Kagawa (46' Nani), Rooney, Hernández (79' Giggs), Van Persie          |
| 07 listopada 2012, 20:45 Estádio AXA 15 388 widzów                         | SC Braga                                                  | 1 - 3            | Manchester United                                                  | De Gea, Valencia, Smalling, Evans (58' Ferdinand), Evra, Nani (74' Rafael), Anderson, Giggs, Hernández, Rooney, Welbeck (68' Van Persie)    |
| 07 listopada 2012, 20:45 Estádio AXA 15 388 widzów                         | 49'(r.k.) Alan                                            |                  | Robin van Persie 80' Wayne Rooney 84'(r.k.) Javier Hernández 90+2' | De Gea, Valencia, Smalling, Evans (58' Ferdinand), Evra, Nani (74' Rafael), Anderson, Giggs, Hernández, Rooney, Welbeck (68' Van Persie)    |
| 20 listopada 2012, 20:45 Türk Telekom Arena 50 278 widzów                  | Galatasaray SK                                            | 1 - 0            | Manchester United                                                  | Lindegaard, Rafael, Jones, Carrick, Büttner, Fletcher, Cleverley, Anderson (74' Young), Powell (74' Macheda), Welbeck (85' King), Hernández |
| 20 listopada 2012, 20:45 Türk Telekom Arena 50 278 widzów                  | 53' Burak Yılmaz                                          |                  |                                                                    | Lindegaard, Rafael, Jones, Carrick, Büttner, Fletcher, Cleverley, Anderson (74' Young), Powell (74' Macheda), Welbeck (85' King), Hernández |
| 05 grudnia 2012, 20:45 Old Trafford 71 521 widzów                          | Manchester United                                         | 0 - 1            | CFR Cluj                                                           | De Gea, Jones, Smalling, Wootton, Büttner, Giggs (86' Fletcher), Cleverley (45' Scholes), Powell (73' Macheda), Rooney, Hernández, Welbeck  |
| 05 grudnia 2012, 20:45 Old Trafford 71 521 widzów                          |                                                           | Luís Alberto 56' |                                                                    | De Gea, Jones, Smalling, Wootton, Büttner, Giggs (86' Fletcher), Cleverley (45' Scholes), Powell (73' Macheda), Rooney, Hernández, Welbeck  |

| Drużyna           | M | W | R | P | G+ | G- | +/- | Pkt |
| ----------------- | - | - | - | - | -- | -- | --- | --- |
| Manchester United | 6 | 4 | 0 | 2 | 9  | 6  | +3  | 12  |
| Galatasaray SK    | 6 | 3 | 1 | 2 | 7  | 6  | +1  | 10  |
| CFR Cluj          | 6 | 3 | 1 | 2 | 9  | 7  | +2  | 10  |
| SC Braga          | 6 | 1 | 0 | 5 | 6  | 11 | –6  | 3   |

| Szczegóły meczu                                                                       | Wynik                   | Wynik | Wynik                                 | Skład |
| ------------------------------------------------------------------------------------- | ----------------------- | ----- | ------------------------------------- | --- |
| 13 luty 2013, 20:45 Estadio Santiago Bernabéu 1/8 finału, pierwszy mecz 85 454 widzów | Real Madryt             | 1 - 1 | Manchester United                     | De Gea, Rafael, Ferdinand, Evans, Evra, Jones, Carrick, Kagawa (64' Giggs), Rooney (84' Anderson), Van Persie, Welbeck (73' Valencia) |
| 13 luty 2013, 20:45 Estadio Santiago Bernabéu 1/8 finału, pierwszy mecz 85 454 widzów | 30' Cristiano Ronaldo   |       | Danny Welbeck 20'                     | De Gea, Rafael, Ferdinand, Evans, Evra, Jones, Carrick, Kagawa (64' Giggs), Rooney (84' Anderson), Van Persie, Welbeck (73' Valencia) |
| 05 marca 2013, 20:45 Old Trafford 1/8 finału, drugi mecz 74 959 widzów                | Manchester United       | 1 - 2 | Real Madryt                           | De Gea, Rafael (87' Valencia), Ferdinand, Vidić, Evra, Nani, Carrick, Cleverley (73' Rooney), Giggs, Welbeck (81' Young), Van Persie  |
| 05 marca 2013, 20:45 Old Trafford 1/8 finału, drugi mecz 74 959 widzów                | 48' Sergio Ramos (sam.) |       | Luka Modrić 66' Cristiano Ronaldo 69' | De Gea, Rafael (87' Valencia), Ferdinand, Vidić, Evra, Nani, Carrick, Cleverley (73' Rooney), Giggs, Welbeck (81' Young), Van Persie  |

## Transfery
Przyszli
| Data       | Piłkarz           | Pozycja   | Klub                 |
| ---------- | ----------------- | --------- | -------------------- |
| 01/07/2012 | Shinji Kagawa     | Pomocnik  | Borussia Dortmund    |
| 01/07/2012 | Nick Powell       | Pomocnik  | Crewe Alexandra      |
| 17/08/2012 | Robin van Persie  | Napastnik | Arsenal              |
| 21/08/2012 | Alexander Büttner | Obrońca   | Vitesse Arnhem       |
| 05/09/2012 | Ángelo Henríquez  | Napastnik | Universidad de Chile |
| 25/01/2013 | Wilfried Zaha     | Pomocnik  | Crystal Palace       |

Odeszli
| Data       | Piłkarz          | Pozycja   | Klub                   |
| ---------- | ---------------- | --------- | ---------------------- |
| 15/05/2012 | Ritchie De Laet  | Obrońca   | Leicester City         |
| 15/05/2012 | Matty James      | Pomocnik  | Leicester City         |
| 01/07/2012 | Oliver Norwood   | Pomocnik  | Huddersfield Town      |
| 01/07/2012 | Paul Pogba       | Pomocnik  | Juventus F.C.          |
| 01/07/2012 | Tomasz Kuszczak  | Bramkarz  | Brighton & Hove Albion |
| 01/07/2012 | Michael Owen     | Napastnik | Stoke City             |
| 01/07/2012 | Liam Jacob       | Bramkarz  | Oldham Athletic        |
| 09/07/2012 | Park Ji-sung     | Pomocnik  | Queens Park Rangers    |
| 31/08/2012 | Dimityr Berbatow | Napastnik | Fulham                 |
| 02/01/2013 | Joshua King      | Napastnik | Blackburn Rovers       |
| 08/01/2013 | Robbie Brady     | Pomocnik  | Hull City              |